# Польско-украинские партизанские бои
Польско-украинские партизанские бои (пол. Partyzanckie walki polsko-ukraińskie) — серия вооружённых конфликтов между польскими подпольными организациями и украинскими националистическими формированиями в 1943—1945 годах на территории западных областей Украинской ССР, а также, частично, на территории восточных воеводств Польши и юго-западных областей Белорусской ССР. Наиболее интенсивно велись между УПА и Армией Крайовой.

## Предыстория конфликта
Предысторией противостояния между УПА и Армией Крайовой была польско-украинская война, подпольно-боевая деятельность Украинской войсковой организации и Организации украинских националистов против Польши в 1920-1930-х годах. В 1929-1939 годах оуновцы осуществили целый ряд громких терактов против высших официальных лиц польского государства, включая лидера Польши маршала Юзефа Пилсудского. Кульминацией стало убийство украинскими националистами министра внутренних дел Польши Бронислава Перацкого в июне 1934 года.
В начале Второй Мировой войны в западноукраинских землях сформировались организационные структуры польского сопротивления. Главной целью которого было восстановление независимого Польского государства в его довоенных границах. Однако накануне Великой Отечественной войны в результате противодействия органов НКВД деятельности польского военного подполья была практически парализована. Галицкая сеть была самой многочисленной польской военной организации, Союза вооружённой борьбы (Zwiazek Walki Zbrojnej) уничтожена, основные функционеры арестованы. Восстановление польского организованного подполья произошло после захвата Западной Украиной Германией, однако его вооружённые формирования, как реальная сила, возникли лишь в первой половине 1943 г. Организация и деятельность польских подпольщиков с их вооружёнными формированиями была одной из причин создания УПА. Со своей стороны, руководство ОУН(б) вовсе не желало, чтобы на их земле польские подпольные организации реализовывали свои замыслы, а после войны снова забрали бы себе этот регион. УПА должна была послужить противовесом АК — не допустить господства поляков в лесных массивах Волыни и горах Карпат.
В 1942 году из Холмщины и Подляшья (часть Закерзонья) нацисты выселили многие тысячи поляков, вселив на их место немцев и, реже, украинцев. В ответ на это, среди прочего, польские партизаны (из Армии Крайовой, Гвардии Людовой и Батальонов хлопских) до весны 1943 года включительно убили не менее четырёхсот представителей сельской украинской интеллигенции и духовенства. Отчасти террор был вызван тем, что украинцы принимали участие в выселении поляков. Отчасти польские националисты вели террор против националистически настроенной украинской элиты в том числе и потому, что понимали: именно в этой среде находится масса «сепаратистов», мечтающих об отделении от Речи Посполитой юго-восточных окраин. Польский историк Анджей Леон Сова назвал действия по расселению украинцев в польских деревнях «эффективной германской провокацией», направленной на эскалацию национальных конфликтов на оккупированных территориях.
В обзоре начальника полиции СД от 9 октября 1942 г. настроениям в среде польского меньшинства Волыни и Полесья посвещалось несколько строк: «Позиция поляков также, как и прежде, обозначена двумя особенностями: с одной стороны, сильным выслуживанием, на которое указывают многие сотрудники немецких учреждений, с другой стороны — концентрацией на идее создания великопольского государства после окончания войны… Всё вновь и вновь наблюдается пособничество польского сельского населения советским бандам». Пройдя рейдом по территории Ровенской области в начале 1943 года, Сидор Ковпак подтверждал оценки немцев: «Настроение поляков по отношению к Советской власти, к Красной армии, красным партизанам исключительно хорошее. Многие поляки просились в наш отряд».
Таким образом, перед украинскими националистами польское меньшинство, и так не вызывавшее симпатий, предстало вредным «лакеем трёх зол»: администрации нацистов в 1941—1942 гг., находящихся в подполье польских националистов в 1942 г., и советов, в 1942 г. представленных красными партизанами. В свою очередь, украинское население предстало для поляков тем же самым: «злорадным пособником коммунистических властей» в 1939—1941 гг., «жестокими холуями нацистских правителей в 1941—1942 гг.», и «скрытым сторонником террористической ОУН». Последняя, в связи с ослаблением других украинских партий и радикализацией настроения населения планомерно наращивала своё влияние. К концу 1942 года вражда достигла такого накала, что ситуация потихоньку начала уплывать из-под контроля немцев. Об этом писал 1 ноября 1942 г. в обзоре ситуации генеральный комиссар Волыни-Подолья Генрих Шёне: «Напряжённые отношения между отдельными национальными группами, в особенности белорусами и украинцами с одной стороны, и поляками — с другой, особенно обострились. В этом есть определённая система. Попытки с какой-то враждебной стороны беспокоить народ».
17-23 февраля 1943 вблизи Олеска состоялась III конференция ОУН-Б, на которой было решено начать открытую партизанскую войну на Волыни, хотя, не ясно, когда было определено точное время её начала. Конференция, важно, состоялась после победы Красной Армии под Сталинградом, но до её поражению в битве под Харьковом в марте 1943 года. Бандеровцам могло казаться, что поражение Германии уже очень близко. Они были убеждены, что окончательную битву за независимость им придется вести с СССР или Польшей, а может, и обеими врагами одновременно. Программное выступление на конференции произнес Михаил Степаняк, который предостерег, что СССР может победить в войне. Он предложил немедленно начать восстание против немцев и освободить Украину от оккупации до прихода Красной Армии, его действия были поддержаны Проводом, но не были реализованы под давлением Дмитрия Клячкивского и Романа Шухевича (будущего преемника Клячкивского на посту главнокомандующего УПА) по мнению которых, вооружённая борьба должна быть направленной в первую очередь не против немцев, а против красных партизан и поляков. Никаких признаков грядущей Волынской резни в решениях ІІІ Конференции ОУН-Б не было обнаружено.

## Боевые действия в 1943 году
Считая Западную Украину территорией Польши, во время нацистской оккупации подразделения АК там неоднократно вступали в боевые столкновения с УПА, кроме того они нередко вели военные акции против националистов совместно с советскими партизанами. Касаясь военного аспекта противостояния УПА и Армией Крайовой в 1943, можно выделить ряд основных этапов борьбы двух партизанских армий.

### Волынь

#### Первый этап
Первый этап приходится на весну 1943 года, когда УПА только создавалась, но повстанцы уже предприняли первые антипольские акции. В это время АК действует очень ограниченно, создавая в польских хуторах и сёлах на Волыни сеть самооборонных баз. В течение 1943 года на территории Волыни существовали несколько десятков таких баз самообороны, большая часть из которых была уничтожена отрядами УПА. Надёжной вооружённой силой, на которую могли рассчитывать в этой ситуации поляки, являлись, как ни странно, враждующие между собой стороны: советские партизаны и немецкая оккупационная администрация. Одни искали помощи у немцев против УПА и таким образом становились врагами ещё и советских ополченцев, другие пользовались советской поддержкой: в 1943—1944 гг. через отряды красных партизан на Волыни прошло пять тысяч поляков, в восточной Галиции — 500.
На момент начала массовых этнических чисток поляков на Волыни, УПА не воспринималась в качестве реальной угрозы, поскольку первые убийства поляков украинскими националистами случались уже в 1942 году, однако они не носили массового характера, и следовательно, не вызывали беспокойство широкой общественности. Ещё на рубеже 1942 и 1943 годов польское сопротивление положительно оценивало положение в этом регионе. Отчёты, которые присылали в Лондон, скорее были обнадёживающими. Между советским правительством и эмигрантским правительством Польши в Лондоне существовал военный союз только против Германии и её союзников. Польское сопротивление справедливо понималось только в контексте союза с советским сопротивлением. Советские партизаны эффективно защищали местное польское население от атак УПА. Они, в частности помогли выстоять отрядам самообороны особенно в Пшебраже и Старой Гуте. Однако очень быстро отношения между Армией Крайовой и советскими партизанами начинают портиться. Полякам стали известны планы советского руководства, которые предусматривали разоружения польских отрядов после занятия территории Западной Украины советской армией. Обострению отношений также поспособствовал разрыв дипломатических отношений между эмигрантским правительством Польши и Советским Союзом из-за обнаружения немцами в Катынском лесу массовых захоронений польских офицеров, расстрелянных сотрудниками НКВД в 1940 году.
Однако несмотря на взаимное недоверие и кровавые инциденты, содействие АК красным в Западной Украине и Люблинщине оказало партизанам незаменимую услугу. Речь шла не только о совместных операциях, но и о поддержке отрядами со стороны находившегося под влиянием АК польского населения — выделении проводников и предоставлении развединформации, в ряде случаев — помощи продовольствием, укрытием раненых, предупреждении об угрозе со стороны немцев, бандеровцев и т. д. При всем этом тесные союзнические отношения привели к глубокому взаимному агентурному проникновению отрядов АК и советских партизан, что облегчило НКВД и НКГБ разгром польских структур в Западной Украине в 1944–1945 гг..
Нацистская администрация на Волыни также оказывала большую помощь полякам, но это касалось только польских коллаборационистов. Она поддерживала создание некоторых отрядов самообороны. Им дали согласие на хранение оружия, а некоторым отрядам оружие даже предоставили. В то же время немцы смотрели сквозь пальцы на то, что польские форпосты имели больше оружия, чем это позволяли немецкие правила. Учитывая жестокость политики, проводимой нацистами в Генеральном Губернаторстве, её можно считать одним из парадоксов тогдашней ситуации. Немцы считали поляков определённым противовесом для УПА. Кроме того, не следует забывать, что, согласно международному праву, обязанностью оккупационной власти является забота о безопасности гражданского населения.
Ниже представляем подборку наиболее известных польско-украинских боёв на Волыни весной 1943 года:
- В ночь с 18 на 19 марта самооборона села Липники отогнала нескольких нападающих уповцев, а один из них, бывший полицай, был схвачен, передан немцам и повешен в Березном[22].
- В ночь со 2 на 3 мая 1943 объединённые подразделения Кременецкого куреня УПА под командованием Ивана Климишина-«Крука» и куреня мельниковца Николая Недведзского-«Хрена» атаковали Куты. Польская самооборона защищалась в каменных зданиях в центре. Украинские партизаны ворвались в дома, расположенные по линии обороны, убивая жителей, грабя и поджигая дома. Одновременно шёл интенсивный обстрел центра села. Около 3.30 утра нападавшие отступили. Погибли по меньшей мере пятьдесят три поляка. Сразу же после нападения немцы эвакуировали это поселение, оставив в нём только украинцев[23].
- 12 мая 1943 УПА напала на Стаховку (бывшая колония во Владимирецком районе), где была база самообороны. В селе были построены схроны и другие укрепления, но это не уберегло от потерь. В результате атаки погибли более сорока поляков[24].
- 13 июня сотня из куреня «Крука» снова напала на Стаховку. Атаку уповцев поддерживал огонь из двух ручных пулемётов. Село охватило пламя. К счастью для защитников, с Порады прибыло подкрепление. Поляки ликвидировали пулемётные гнезда и заставили УПА отступить. Утром прибыли немцы и расстреляли пятерых захваченных самообороной пленных националистов. Однако во время схватки колония сгорела дотла, а двадцать два человека погибли[25].

#### Второй этап
Второй этап приходится на лето 1943 года, когда украинский террор против поляков принял самые широкие масштабы, а польское подполье ответило собственным террором. К лету 1943 года относится сокращение территории, контролируемой Армией Крайовой на Волыни. Примирения враждующие стороны неудачно попытались достичь в середине 1943 года. В штаб-квартиру сил УПА отправились офицеры округа АК Волынь Зигмунт Румель и Кшиштоф Маркевич. 7 июля были проведены предварительные переговоры в районе Свинаржина на Волыни. 8 июля делегация поехала на дальнейшие переговоры в село Кустичи, где после переговоров оба аковца были убиты УПА. Ниже приводится список наиболее известных польско-украинских партизанских боёв летнего периода:
- 5 июля около 11 часов уповцы совершили первое нападение на Пшебраже, где располагалась база самообороны. Село обстреляли миномётным огнем. Столкновения продолжались до полудня. Погибли десять поляков, на украинской стороне погиб один боец УПА и ещё один был тяжело ранен[26].
- В следующий раз УПА атаковала Пшебраже 31 августа. Украинские повстанцы насчитывали около 6000 человек, в том числе и крестьян-волонтёров из окрестных сёл, вооружённых в основном топорами и косами. К счастью для защитников, им вовремя пришло на помощь подразделение АК под командованием Зигмунда Кульчицкого-«Ольгерда» и группа советских партизан Николая Прокопюка. Благодаря им украинцы потерпели поражение[26].
- Другой сильной базой самообороны была Панская Долина. Согласие на создание самообороны в этом селе дал крайсляндвирт (ответственный по сельскому хозяйству в районе) Вильгельм Шнайдер. Впервые УПА атаковала Панскую Долину 22 июня 1943, но полякам удалось отбить удар[27].
- 5 августа уповцы совершили следующую попытку получить Панскую Долину: её окружил курень УПА "Макса" (Максима Скорупского), поддержанный тремя пушками калибра 75 мм. К счастью для защитников, выстрелив несколько раз, украинские пушки замолчали: возможно из-за плохого технического состояния. Без поддержки артиллерии УПА была не в состоянии прорвать польскую оборону. После 4 часов боев на рассвете УПА отступила, потеряв несколько человек убитыми и ранеными. С польской стороны были ранены один член самообороны и несколько женщин и детей[28].
- 12 июля польская самооборона атаковала Тростянец, разгромив в этом поселении подстаршинскую школу УПА. Село отчасти сожгли, а его украинским жителям приказали переселиться куда-нибудь подальше[28].
- Одной из важнейших польских баз была Гута Степанская, которая сотрудничала с расположенной в шести километрах от неё к северу самообороной села Вырка. Вместе они охраняли окрестные небольшие польские поселения, жители которых имели в опасной ситуации бежать на главные базы. Поляки также сотрудничали с советскими партизанами, устраивая с ними рейды против УПА. В начале июля 1943 самооборона в Гуте насчитывала 500 человек, но имела на вооружении только 80 единиц огнестрельного оружия, в том числе шесть ручных пулемётов. Неизвестно количество количество защитников Вырки. Под опекой двух баз находились около пяти тысяч человек.
  - Для ликвидации этих двух польских баз самообороны командир ВО-1 «Заграва» Иван Литвинчук выделил десять подразделений УПА и СКВ, из которых были созданы две мощные боевые группы. В состав группировки также входила «первая сотня» УПА во главе с «Яремой». 16 июля около 23 часов украинские подразделения одновременно пошли в наступление. Первая боевая группа УПА уничтожила поочередно Переспы, Ужаны, Сошники, Гали, Тур и другие населенные пункты. Польские дома жгли, а схваченных жителей убивали. В 3.25 утра уповцы атаковали Вырку трёх сторон. Поляки пытались защищаться в латинской церкви и расположенных вокруг каменных домов, но после двухчасового боя вынуждены были отступить к Гуте Степанской. Остальные окружающие польские поселения были уничтожены на следующий день. Между тем вторая группа УПА уничтожила Борок, Ляды и Курорты, а затем начала непосредственную атаку на Гуту Степанскую. По оценкам, около 50-100 человек из числа защитников и гражданского населения погибли во время атаки 17 июля[29].
  - Сильнейший удар Гута ощутила 18 июля в 1 час ночи. Одной из штурмовых групп удалось ворваться в село, поджечь несколько домов и убить около сотни поляков. После целодневного боя польское командование решило эвакуировать Гуту. Поляки создали многокилометровую колонну повозок, которую прикрывала самооборона. Воспользовавшись туманом, большинство жителей Гуты отступили в направлении Антоновки. Однако, часть людей охватила паника, они оторвались от основной группы и стали жертвой бандеровцев. 19 июля утром украинцы вошли в Гуту Степанскую и сожгли все дома (каменные взорвали). С украинской точки зрения, операция закончилась успешно. Собственные потери УПА составили 18 убитых и 17 раненых, но зато был ликвидирован сильный очаг самообороны, убиты (по украинским данным) более 500 поляков. В бою также погибли несколько немцев из патруля, который вышел на след УПА[30].
- В Рожищах располагалась сильная самооборона. В ней было около 130 человек. Полякам при поддержке немецко-венгерского гарнизона удалось отразить несколько атак УПА на город. 29 августа 1943 года поляки в отместку сожгли украинские села Свуж и Солтысы, убив несколько десятков мирных украинцев[31][32].

#### Третий этап
Третий этап польско-украинских партизанских боёв на Волыни приходится на осень-зиму 1943 года. Он характеризуется усилением польского террора и усилением УПА, продолжающей увеличивать зону своей деятельности. Кроме того, польскими отрядами самообороны проводились рейды на соседние украинские сёла для пополнения продовольственных запасов, при этом нередко случались убийства местных жителей, а несколько украинских сёл было сожжено частично или полностью. Всего с сентября 1943 года по март 1944 отряды самообороны совершили 39 антиукраинских акций, во время которых убили замучили, сожгли более 550 человек, в том числе детей, женщин и стариков. Ниже представляем подборку наиболее известных польско-украинских боёв на Волыни во второй половине 1943 года:
- 6 сентября 1943 года в деревне Виля произошёл бой между бульбовецкими и польскими партизанами. Партизаны УНР столкнулись с отрядом армии внутренних войск под командованием "Бомбы" (Владислав Чанский) и отрядом польских партизан-коммунистов имени Феликса Дзержинского. После боя, продолжавшегося 24 часа, польские партизаны отступили из-за нехватки боеприпасов, потеряв 23 солдата. УНРА также понесла большие потери: восемь украинцев (в том числе Иван Митринга) были убиты и 15 ранены.[35].
- 7 сентября 1943 УПА решила атаковать польскую самооборону в селе Засмыки (Турийский район). Для операции было выделено несколько куреней УПА группы ВО-«Туров» под командованием Алексея Шума. В процессе атаки украинские подразделения натолкнулись на немцев, что привело к битве под Радовичами. И украинцы, и немцы понесли в ней тяжёлые потери. УПА вынуждена была отказаться от нападения и отступить[36].
- 2 октября 1943 двести боевиков польской самообороны из Пшебраже совместно с советскими партизанами Прокопюка нанесли удар в направлении села Омельно. Сначала они обстреляли его из пулемётов и миномётов, вызвав многочисленные пожары, а потом пошли в наступление. Погибли по меньшей мере десять гражданских украинцев, а из села забрали несколько голов крупного рогатого скота[37].
- В ночь на 15 октября 1943 УПА последний раз напала на Пшебраже, но и эта атака оказалась неэффективной. Зато 25 ноября польская самооборона осуществила удачное нападение на украинское село Журавичи, чтобы получить муку, зерно и скот. Поляки продержались в своём гарнизоне до конца января 1944 года. Тогда наступление Красной Армии диаметрально изменило ситуацию на Волыни. Давним жителям Пшебраже, как и спасенным беглецам, не суждено долго радоваться относительному миру. В 1945 году они были вынуждены выехать на территорию Польши в рамках так называемого обмена населением. Коммунистическая власть изменила название местности на Гаевое[38].
- 22 ноября 1943 УПА напала на село Купичев. Оно было населено чехами и откровенно поддерживало польскую сторону, выставив отряд ополченцев в поддержку дислоцированного в селе гарнизона АК. Уповцы имели «танк» (трактор, обшитый панцирем и оснащенный малокалиберной пушкой). К счастью для защитников, «танк» во время атаки сломался, а появление подразделения «Ястреба» (Владислава Черминского) окончательно заставило украинцев отступить[39].
- В ответ на убийство нескольких партизан 18 декабря 1943 польские коммунисты из подразделения им. Т. Костюшко (из бригады Шубитидзе) при поддержке советских партизан напали на Лахвичи. Местная боёвка ОУН из-за численного перевеса врага отступила из села. Населённый пункт был наполовину сожжён. Было убито 25 мирных жителей, 15 ранено и 10 похищено[40].
- В ночь с 26 на 27 декабря Здолбуновский курень УПА под руководством Николая Свистуна напал на село Витольдиевка. Несмотря на то, что местная самооборона отбила атаку, повстанцами было убито несколько десятков поляков[41].

### Галиция
Возникшая в Галиции в июле-августе 1943 года бандеровская Украинская народная самооборона (УНС), аналог УПА, сразу же начала акции не только против красных партизан Сидора Ковпака, немцев и их союзников, но и против польского сопротивления. Командованию "Самообороны" стало известно, что польские подпольщики в Карпатах начали закладывать военные базы для поддержки деятельности Армии Крайовой. Из Варшавы сюда прибыли военнослужащие (инструкторы) с целью создания боевых групп, которые могли взять под контроль территорию региона и таким образом подтвердить польскую присутствие на Западе Украины. Отряды УНС, обнаружив места дислокации баз аковцев, уничтожили их, захватив при этом всю переписку, списки участников АК и её симпатиков. Впоследствии все они были уничтожены националистами.
УНС в Галиции также, как и УПА на Волыни проводила этнические чистки поляков. Массовую антипольскую акцию, которая прокатиться всей Восточной Галицией весной 1944, предупредила волна отдельных убийств начиная с середины 1943 года. Выбор жертвы сначала определял его статус в польской общине и акции украинских повстанцев сперва были направлены против польских должностных лиц и госслужащих оккупационной администрации. Вполне возможно, что при случае улаживались различные личные счеты:
- Например, 17 июля 1943 боёвка ОУН убила начальника почты в Торском. В ночь с 3 на 4 августа партизанами был убит во время служебной поездки в Чернелицу инструктор табачной фабрики в Ягельнице. В ночь с 15 на 16 сентября в Лимне (Турковский район) совершено нападение на почту и детский дом, погибли три человека, в том числе почтальон. В середине октября в Ганачеве был убит бывший учитель Станислав Вайс, который работал сортировщиком в лесу, его застрелили из пистолета[43].
- Особо частыми жертвами националистов были лесничие. Смотрители леса, что вполне понятно, совершенно ориентировались в поприще, которым занимались, становясь, в зависимости от их симпатий, ценным союзником или серьёзной угрозой для партизан. Пожалуй, именно это объясняет, почему ликвидацию лесников в Восточной Галиции УПА считала приоритетом, причём часто их убивали вместе со всей семьей. В конце июля 1943 года в Окне (Городенковский район) убиты лесник Божемский и трое других лиц. 2 августа 1943 средь бела дня в Беремянах над Днестром погиб лесничий из села Дулибы Казимир Плешинович. В начале августа в Росохаче на Дрогобыччине была убита семья лесника Михала Штогжина. Погибли в общей сложности четыре человека — кроме лесника, а также его жена, дочь и сын[44].

Общее количество антипольских акций УНС: август 1943 года — 45, сентябрь — 61, октябрь — 93, ноябрь — 309, январь — 466. По польским подсчетам, к октябрю 1943 от рук УНС в Галичине погибло 563 поляка. По отчётам УЦК, к концу 1943 года, в результате вооружённых операций польского подполья в дистрикте «Галичина» против мирного населения, которое пособничало националистам, погибло 103 украинца:
- Так например 12 сентября 1943 подразделение АК, который прибыло из Варшавы, застрелило во Львове украинского профессора Андрея Ластовецкого. Его смерть вызвала огромный резонанс во всем городе. Вскоре ОУН отомстила, убив польского профессора Болеслава Ялового[48].

### На территории Польши
От начала 1943 года начался жёсткий конфликт между польским подпольем и украинской полицией на Люблинщине, в которой обе стороны наносят чувствительные удары, будучи полностью определёнными в вине противника. Польские партизанские отряды приступили к истреблению украинских старост, агрономов, членов Украинского центрального комитета. Впервые принцип коллективной ответственности польское подполье применило в мае 1943 года. Тогда были сожжены пятьдесят девять украинских хозяйств в Моложуве и 80 — в Стрельцах. По разным данным, были убиты от 50 до 70 гражданских лиц. В том же месяце сгорело село Тухани. Но и украинская вспомогательная полиция действовала безжалостно. В феврале 1943 года в Скоморохах полицейские убили несколько человек. 12 февраля они убили командира роты АК Сагрынь-Турковичи Зигмунта Бондаревича, а 18 марта в Вроновицах погиб офицер АК Антоний Пельц.
В результате Волынской резни на Люблинщину прибыли тысячи беженцев из-за Буга. Они принесли с собой вести о зверствах УПА, которые потрясли польское население. Под впечатлением этих сообщений поляки осенью 1943 года усилили акции, направленные против украинских коллаборационистов. Были, в частности, уничтожены посты украинской полиции в Минянах, Молодятичах, Грабовке и Луковом. 2 сентября был убит староста в Грабовке и четыре господаря в Брониславке. 8 сентября в Мирче погибли супруги Сенишины (Михаил и Мария) и учитель. 11 сентября в Мягком был убит уполномоченный УДК Иван Шаварский. 1 октября в селе Пасика погибли девять украинцев, а восемь были ранены (по другим данным, одиннадцать пострадавших). Сожжены были также двадцать восемь хозяйств. 22 октября 1943 в селе Мирче отряд БХ Станислава Басая-«Рыси» убил 26 человек и сжег 190 хозяйств. 27 октября 1943 в Молодятичах убиты четырнадцать украинсцев. 18 декабря в результате нападения на Пересоловичах погибли 18 украинцев (преимущественно мужчин). 24 декабря в Модрыне погибли ещё шестнадцать человек.
С осени 1943 антиукраинский террор польского подполья массово распространился и на территории Холмщины и Подляшья. В результате здесь значительно усиливается сопротивление польским партизанам со стороны украинского подполья. Обе фракции ОУН создают партизанские отряды. На Холмщину и Подляшье с Волыни переходят отдельные подразделения бандеровской УПА и переводится мельниковский Украинский легион самообороны (УЛС). В боях против поляков участвуют отделы дивизии «СС-Галичина».

### Противостояние УПА с польскими коллаборационистами
Польские историки также отмечают большую активность УПА в боях с польскими коллаборационистами в основном из вспомогательной полиции. На Волыни, после того как украинская полиция массово перешла на сторону УПА, немцы стали её активно заменять польской полицией. В различных населенных пунктах были сформированы польские шуцманшафты для поддержки, как правило, слабых немецких гарнизонов. Атаки УПА немцы и польские полицаи отбивали тоже вместе. Из местного польского населения в различные полицейские подразделения были призваны в среднем от полутора до двух тысяч человек.. Кроме того в мае 1943 года немцы для борьбы против УПА перебрасывают из Белоруссии на Волынь 202-й батальон шуцманшафта, в составе которого находилось 360 человек. Он участвовал в боях против УПА в лесах на территории Ровенского и Костопольского уездов (поветов) и в отместку за уничтожение бандеровцами поляков также терроризировал украинское население на Волыни. В течение последующих месяцев (с июня по октябрь) батальон, по собственным данным, потерял в боях с УПА 48 человек. Ниже представлена подборка наиболее известных стычек УПА с польскими коллаборационистами:
- Например, один польский шуцманшафт был создан в городке Локачи в апреле 1943. Он был организован там после нападения Украинской повстанческой армии. Во время этого нападения были убиты 14 мирных поляков. Полицейские вырыли траншеи вокруг посёлка и ввели систему дневной и ночной охраны. Благодаря этому в июле 1943 года им удалось отбить атаку УПА. Однако полицаи не ограничивались самообороной. Много раз они устраивали набеги на окрестные украинские сёла с целью реквизиции продовольствия, которые порой сопровождалось убийствами гражданских. В январе 1944 года во время одного из рейдов полицейские убили 24 украинца. 13 июня 1944 года УПА безуспешно пыталась снова захватить городок. Во время нападения, однако, погибла группа мирных поляков[54].
- В 1998 году один из бывших полицаев 202-го батальона шуцманшафта дал интервью польским историкам Гжегожу Мотыке и Мареку Вербицкому, где рассказывал о участии в борьбе против УПА. 18 июля 1943 находясь в составе конвоя (два грузовика, экипаж: двадцать немцев и десять польских полицаев), близ села Яполоть он попал в засаду. Конвой был буквально расстрелян из засады численно превосходящим отрядом УПА. Из тридцати человек выжили только шестеро, в т.ч. и он сам[55].
- В Клевани также дислоцировалась одна из рот 202-го батальона шуцманшафта. Кроме него, нацисты в Клевани сформировали из поляков местный отдел полиции (нем. Eizeldienst) и местную польскую самооборону. Они должны были охранять оккупационную власть в Клевани и охранять дороги в регионе, защищая их от боевиков УПА и от украинских полицаев, которые в то время начали массово переходить на сторону повстанцев, а также от советского сопротивления в частности от спецотряда полковника НКВД Дмитрия Медведева, база которого была расположена в цуманских лесах недалеко от Олыки[56]. В августе 1943 г. бойцы УПА из отряда «Озеро» атаковали Клеванский гарнизон. Изначально националисты одерживали верх, но на помощь гарнизону вскоре пришли венгры, что не позволило солдатам УПА разгромить полицаев и захватить Клевань. Погибло не установленное количество мирных жителей особенно поляков, а их дома были сожжены[57].
- Ещё один польский шуцманшафт из 40 человек был организован в Мизоче в мае 1943 года. В Мизоч стекались беженцы в большей степени поляки из других сёл в поисках спасения от бандеровцев. В Мизоче, помимо немцев был расквартирован венгерский гарнизон. Венгры снабдили польских коллаборационистов оружием, город охраняли совместные польско-венгерские патрули. В конце августа состоялась атака УПА на Мизоч, жертвой которой были около 100 поляков, в их число входят и несколько полицаев находившихся на службе у нацистов и их союзников[58]. По словам Владислава и Евы Семашко, в городке также был дислоцирован взвод Армии Крайовой, однако он не сыграл никакой роли в защите гражданских[59].
- Во Владимире-Волынском немцы в июле 1943 тоже создали отделение шуцманшафта из 40 человек, ещё 200 человек набрали в жандармерию, которых потом, правда перевели в Староконстантинов, где они должны были сражаться с советскими партизанами и защищать железнодорожные пути. Здесь также дислоцировался 107-й батальон охранной полиции. Польские полицаи во второй половине 1943 года множества раз отражали нападения УПА на город. Всего в ходе этих атак 111 поляков были убиты[60].
- В Горохове существовало крупное подразделение польского шуцманшафта. Оно насчитывало 150 человек. Во время Волынской резни в городе находилось около 1200 беженцев в большей части польских из близлежащих деревень. В августе 1943 УПА атаковала город. После полуторачасового боя националисты вынуждены были отступить[61].
- 30 декабря 1943 сотня УПА Максима Скорупского-«Макса» при поддержке трёх пушек калибра 76 мм атаковала польских полицейских в особняке Наречин близ Берестечко, заставив их отступить в город. Тогда уповцы окружили Берестечко и обстреляли его из пушек и пулемётов, убив несколько человек[62].
- После начала антипольской акции многие поляки скрывались в монастыре кармелитов босых в Вишневце, который несколько раз уповцы атаковали в 1943 году. Оборону там держал шуцманшафт, состоящий из около двадцати человек при поддержке немецко-венгерского гарнизона. В феврале 1944 года город покинули сначала немцы, потом венгры, которые прихватили с собой часть населения, в том числе польский шуцманшафт. В монастыре скрывались от трехсот до четырёхсот человек. Поляки надеялись, что сразу после отступления немцев и их союзников придут советские или польские войска или и те и те, но первыми появились украинские партизаны, которые 21 февраля устроили в посёлке бойню гражданского населения[63].

## Боевые действия в 1944 году

### Волынь

#### Четвёртый этап
На четвёртом этапе — февраль-апрель 1944 года — Армия Крайова сформировала на территории Волынской области (западная Волынь) 27-ю дивизию, насчитывавшую около 6,5 тысяч партизан. В течение января — марта 1944 между отрядами АК и УПА произошло около 20 вооружённых столкновений. Часть из них была неудачной для польской стороны, но в результате большинства победных боев были уничтожены базы УПА в нескольких деревнях. Под контролем 27-й дивизии АК оказался регион, который охватывал 4 района в западной части Волыни (за исключением городов). Ниже представлена подборка известных украино-польских партизанских боёв на Волыни в 1944 году:
- В конце января 1944 1-я украинская партизанская дивизия под командованием Петра Вершигоры установила контакт с руководством 27-й дивизии АК. Было решено совместно захватить район свинаринских лесов, где дислоцировался отряд УПА «Сечь». Учитывая потенциал противника, украинцы не оказывали серьёзных попыток сопротивления и покинули земляные укрепления. Благодаря этой операции был установлен контроль за свинаринскими лесами и прилегающими к ним деревнями. Из занятых красными партизанами украинских сел было изгнано украинское население, чтобы таким образом защититься от возможных диверсий[65].
- 29 февраля три батальона АК пошли на штурм базы УПА в Озютичах. Наступление застопорилось под пулемётным огнем (в частности, двух крупнокалиберных пулемётов, стрелявших из башни латинского храма и мельницы) и миномётов. Поляков к тому же обстреляли три немецких самолёта, которые прилетели, видимо, чтобы разведать ситуацию, и включились в схватку — погибли 20 бойцов, а ещё 20 были ранены. После боя за Озютичи, который закончился кровавым поражением польских подразделений, АКовцы отступили к Доминополю[66].

Всего по подсчётам некоторых польских исследователей, в целом в течение 1943—1944 гг. на Волыни между АК с одной стороны и подразделениями УПА с другой произошло около 150 боев, во время которых с обеих сторон погибло по меньшей мере по несколько сотен бойцов.

### Украино-польский конфликт на территории Польши
В начале 1944 года бандеровцы создали на Холмщине две вооружённые боёвки СБ-ОУН, расширили сеть подполья и организовали во многих селах сельские самообороны. Уже в январе-феврале вновь вооружённые отряды совершили в этом регионе на границе 1943-1944 годов несколько нападений на помещичьи имения. Украинские акции вызвали бурную реакцию польского сопротивления. В ответ на них было решено отнестись к местным украинцам так, как к немецким колонистам. Юридическим основанием для этих действий, по-видимому, был приказ главнокомандующего АК, генерала Тадеуша Коморовского, который велел «вырезать до основания» колонистов из поселений, которые были «прямо или косвенно» причастны к преступлениям. Было решено, однако негласно, что приказ этот касается не только немцев, но и украинцев.
6 марта 1944 комендант АК Грубешовского повята Марьян Голембевский принял решение о «превентивно-ответной» акции против ряда поселений, в которых размещались посты украинской вспомогательной полиции или были размещены «станицы» ОУН(б) — УПА. «Антиукраинское наступление» началось 10 марта 1944 концентрированным ударом Грубешувского и Томашувского подразделений АК, при поддержке батальона БХ Станислава Басая-«Рыси». В ночь с 9 на 10 марта 1944 года отряды Армии Крайовой атаковали около 20 сёл в Замойском и Грубешовском повятах, заселенные украинцами. В одном только селе Сахрынь, помимо полицейских, известных своей жесткостью к гражданам в частности к полякам, было убито около 200 человек мирного населения. В последующие дни польские подразделения атаковали, в частности, Модрынь, Модринец и Масломичи. В целом на протяжении нескольких недель марта были сожжены несколько десятков украинских сел и убиты вероятно около полутора тысяч украинцев. Польские потери — один или два человека погибли и двое или трое ранены.
В последующие дни на Люблинщину вошли несколько куреней УПА с Волыни и Восточной Галиции. Одним из подразделений командовал Мирослав Онышкевич-«Орест», который в 1945 году займет должность командира УПА в Польше. Часто пишут, что их основной целью была защита гражданского особенно украинского населения. Однако, скорее всего, ОУН-Б и УПА, зная о предпосылках акции «Буря», стремились ликвидировать польское партизанское движение. Бои в южной Люблинщине в 1943-44 годах считаются польскими историками наиболее крупными столкновениями между УПА и АК на территории современной Польши — обе стороны потеряли от 3 до 4 тысяч человек, преимущественно гражданского населения. Ниже приводится список известных польско-украинских боёв на территории Польши:
- 5 апреля подразделения УПА атаковали Пидледов, Жерники[укр.] и Рокитное[укр.]. Поляки едва ли сдержали наступление УПА, но повстанцы всё же овладели Жерниками[74].
- 9 апреля 1944 года, в первый день Пасхи, по всей длине польской линии обороны - от Телятина до Ярчува - развернулось новое большое сражение. Это было одно из самых ожесточенных и кровопролитных сражений, которые вели во время оккупации подразделения АК и БХСС против подразделений УПА в районе Замойщизны. Основная атака подразделений УПА была направлена на участке Телятин-Стеньятин-Посады-Рокитно. В атаке украинцев на этом участке участвовало около 2 000 человек при поддержке интенсивного огня из миномётов, гранатометов и крупнокалиберных пулемётов. Особенно ожесточенные бои шли за Посадовскую колонию, которая переходила из рук в руки, под Стениатином и деревню Жулице, которую обороняли польские части. Раненые в боях под Стеньятином, Посадовом и Жулице были отправлены в полевые госпитали в Пукаржуве и Вульке Пукаржовской. Польские войска, несмотря на тяжёлые потери и потерю района Телятины, удерживали свои основные позиции и не позволяли вытеснить себя из этого района. Сотня "Ягода" вытеснила поляков из Посадовского и Рачайского лесов, захватила Телатын, а штурм Рокитно и Дутрова не удался. В столкновении, закончившемся безрезультатно, приняли участие около тысячи поляков и 2 000 украинцев.[75]
- В начале апреля в Любачувском повяте один из дезертиров из вспомогательной полиции Иван Шпонтак-«Зализняк» сформировал сотню УПА. 19 апреля подразделение «Зализняка» сожгло Рудку[укр.], убив в ней 58 человек по большей части поляков. 25 апреля эта самая сотня уничтожила Вульку-Кровицкую[укр.], а 4 мая, вместе с повятовой боевкой — Цешанув, где были убиты несколько человек (остальное население эвакуировала АК)[76].

### Галиция
В начале 1944 действия УПА против польских партизан активизировались и в Восточной Галиции и длились до подхода фронта летом 1944. Здесь они взаимодействовали с подразделениями дивизии СС «Галиция» и немецкими подразделениями. Если руководители УПА в своих стратегических планах продолжали отводить борьбе с польским сопротивлением роль «третьего фронта», то для подполья АК Львовского, Тернопольского и Станиславского округов, как к этому времени и Волынского, противоборство с украинским националистическими движением, поставившим себе целью «деполонизировать» западноукраинские земли, стало одним из важнейших направлений деятельности.
Характерной особенностью положения на Галичине было наличие там венгерских войск. Венгры поддерживали польскую сторону в украинско-польском конфликте. Они часто защищали польские населённые пункты от вооружённых нападений боевиков УПА. Польское подполье пыталось использовать венгерские войска для осуществления ответных акций в украинских селах, провоцируя мадьяров на проведение пацификаций против украинского коллаборационизма и УПА.
Ниже представлена подборка самых известных польско-украинских боёв в Восточной Галиции в первой половине 1944 года:
- 2 февраля 1944 года сотня УПА "Сероманцы" впервые атаковала Ганачев. Село было крупным опорным пунктом Армии Крайовой, еврейских партизан отряда Абрама Баума-«Буня» и советских партизан. Украинцы захватили дома на краю села, однако им не удалось добраться до твердо защищённого центра. Уповцы врывались в дома и убивали всех, кого там застали, а затем поджигали усадьбы. Повстанцы отступили около полуночи.  Потери среди защитников села были значительными — от 58 до 85 человек убиты, около 100 ранены. Поляки утверждают, что атаку проводили от 300 до 1000 повстанцев[80]. В хронике сотни «Сероманцы» указано об участии в атаке этого отдела совместно с одним взводом сотни «Орлы». То есть вместе не более 250 бойцов[81].
- 23 февраля подразделение «Сероманцев» пришло на помощь патрулю из 4-го полицейского полка СС, который попал в засаду АК вблизи Гуты Пеняцкой. Поддержка УПА позволила подразделению галицких эсэсовцев отступить и, вероятно, спасла его от полного разгрома. Это означало, что жителям Гуты Пеняцкой вынесен смертный приговор. 28 февраля карательная экспедиция СС сравняла село с землей[82].
- В ночь с 9 на 10 апреля ещё до полуночи УПА снова атаковала Ганачев, удар был нанесён прежде всего с востока. Украинские партизаны захватили дома, расположенные на краю села, но от центра села их отделял луг и ров с водой. Когда уповцы приблизились к польским позициям, то были остановлены пулемётным огнем. Около 5:00 украинские националисты начали следующий штурм, уже с западной стороны, но опять атака была отбита. На рассвете защитников Ганачева поддержал отряд АК поручика «Стшалы». Польская контратака вызвала напряжённость в рядах УПА, но атака повстанцев не прекратилась под огнем из пяти крупнокалиберных пулемётов. Около 7:30 уповцы начали очередную атаку в направлении мельницы, расположенной к юго-западу от центра села. Их остановила польская контратака — в бою погиб один из еврейских партизан. Около 9:00 уповцы начали отступление. Поляки подсчитали, что потери боевиков УПА составили от 30 до 70 убитых. Поляки потеряли 26 человек убитыми (в том числе, одного еврейского партизана)[83].

С вступлением Красной армии на территорию Западной Украины Армия Крайова приняло решение начать операцию «Буря». Её целью было занять крупные города, чтобы таким образом продемонстрировать своё активное участие в борьбе против нацистских оккупантов и их союзников. Это был также план военной и политической демонстрации принадлежности западноукраинских, западнобелоруских и литовских земель Польше. Уже в марте 1944 года АК начала воплощение этой операции в районе Тернополя, а затем в Станиславской области. По мере приближения подразделений Красной Армии ко Львову, там были также активизированы местные подпольные ячейки АК. Поляки 
активно включились в уличные бои. После освобождения Львова, советские органы госбезопасности заставили АК сложить оружие и распустить силы. Затем последовали массовые аресты расконспирированных во время операции «Буря» бойцов АК, и не только во Львове. Советские репрессии, впрочем, охватили только маленькую часть АКовцев, так как сохраняя организационную структуру, они без каких-либо серьёзных потерь пережили зиму 1944-1945 годов, надеясь, что потом смогут отвоевать Львов. Часть участников Армии Крайовой вернулись к строгой конспирации.
Операция «Буря» не выполнила свои задачи, однако для оценки польско-украинского конфликта имеет довольно существенное значение. Ведь она убедительно показала, что действия украинских националистов и главное УПА закончились неудачей. Польское сопротивление, несмотря на многочисленные нападения украинских националистов и других врагов, сохранило значительные вооружённые силы. 
Как утверждает польский историк Гжегож Мотыка, если бы дело дошло до украинско-польской войны, подобной той, которая была между ЗУНР и Польшей в 1918-1919 гг., то все движения сопротивление Польши особенно аковцы смогли бы защитить от ударов УПА и остальных украинских коллаборационистов большинство городов, сёл, деревень и посёлков. Во время антипольских операций украинские националисты не нанесли АК и остальному сопротивлению Польши никаких существенных потерь. Вместо этого им удалось совершить ужасное опустошение среди гражданского населения.

## Боевые действия в 1945 году
В 1945 году произошёл кровавый этнический конфликт между поляками и украинцами в перемышльском повете, результатом которого являлись кровавые «пацификации» украинских сёл батальонов хлопских (особенно выделился отряд Романа Киселя по псевдониму «Семп», см. напр. «Резня в Скопове»)
3 марта польские партизанские отряды и местная самооборона совершили преступление в Павлокоме, убив 365 украинцев. Жертв отбирали по признаку пола и возраста. Девочек убивали начиная с возраста семи лет, мальчиков — с пяти. Лишь 36 человек смогли спастись.

## Перемирие
Предложение о локальном сотрудничестве между УПА и АК было предоставлено капитаном Марьяном Голубевским на брифинге командиров из округов АК Грубешов, Хелм и Замосць в сентябре 1944. После брифинга повстанцам была выпущена листовка с призывом к прекращению боевых действий и объединению против общего врага. Соглашение не нашло поддержки в центральных органах делегации Вооружённых сил.
19 января 1945 года Армия Крайова приказом её главнокомандующего Леопольда Окулицкого была распущена. Позже на её базе создали организацию Свобода и независимость («Вольносць и неподлеглосць» — ВИН) и ряд других организаций, продолжавших борьбу до 1947 г. В конце 1945 года перед лицом общей опасности польские и украинские повстанцы начали сближаться. Успешность контактов украинского и польского подполья варьировалась по регионам. В некоторых пограничных украинско-польских землях они продолжались с 1945 вплоть до 1948 года. В других регионах, сотрудничество между польским подпольем и украинскими националистами было менее успешным и фактически ограничивалось нейтралитетом, в других регионах УПА и WIN проводили совместные действия в основном против польской милиции и Управления безопасности. Кульминацией этого процесса стало совместное успешное нападение польских и украинских повстанцев на город Грубешов в мае 1946 года. Город был несколько часов в руках повстанцев, во время операции было убито 10 сотрудников НКВД, 2 члена ППР и 5 польских милиционеров. Однако этот союз не спас ни УПА, ни послевоенные польские движения: события последующих нескольких лет привели к их ликвидации.
По мнению польского историка Гжегожа Мотыки, частичное изменение политики украинских националистов по отношению к полякам произошло вследствие того, что поляки к тому времени уже фактически оставили «восточные кресы». К середине 1944 года не менее 300 тысяч поляков уехало из Восточной Польши. Отток поляков усилился после советско-польского соглашения об обмене населением. По нему до конца 1945 года в Польшу уехало до 800 тысяч поляков.